# Philippe de Félice
Philippe de Félice (* 31. März 1880 in Mer (Loir-et-Cher); † 6. März 1964) war ein französischer reformierter Geistlicher und Theologe, Religionshistoriker und Massenpsychologe.
Philippe de Félice wurde 1906 in Montauban zum Doktor der Theologie promoviert. Er lehrte an der Universität in Paris. Sein Werk über die kollektiven Ekstasen von Massen im Delirium, ein "Essay über einige niedere Formen der Mystik", war von Einfluss auf Elias Canetti.

## Werke
- L’autre monde: mythes et légendes ; le purgatoire de Saint Patrice. Paris: Champion, 1906 Digitalisat
- Les îles des bienheureux. Paris: Grasset, 1918
- Poisons sacrés. Ivresses divines. Essai sur quelques formes inférieures de la mystique. Paris, 1936.
- Foules en délire: extases collectives; essai sur quelques formes inférieures de la mystique. Paris: Michel, 1947 Digitalisat
- L’enchantement des danses et la magie du verbe: essai sur quelques formes inférieures de la mystique. Paris: Albin Michel, 1957
- Quelques Documents concernant le protestantisme française pendant l’année 1944. Paris: Soc., 1944
- La Bible: Conférences prononcées à l’Oratoire du Louvre. Paris: Fischbacher, 1937
- Histoire des origines de l’Église de Rome. Montauban, Fac. de Théologie, Diss., 1901